# Mantidactylus wittei
Mantidactylus wittei là một loài ếch trong họ Mantellidae. Chúng là loài đặc hữu của Madagascar.
Các môi trường sống tự nhiên của chúng là các khu rừng ẩm ướt đất thấp nhiệt đới hoặc cận nhiệt đới, xavan khô, xavan ẩm, đầm nước, đầm nước ngọt, đầm nước ngọt có nước theo mùa, các đồn điền, vườn nông thôn, các khu rừng trước đây bị suy thoái nặng nề, và ao.